# Źródełko (wywierzysko)
Źródełko – wywierzysko (reokren) na rzece Krępiance wraz z rozlewiskiem przy granicy miasta Lipsko i wsi Przedmieście Dalsze (przysiółek Wysmyków) w gminie Solec nad Wisłą.
Obszar wywierzyska (kilkaset źródeł o różnym wypływie) zajmuje powierzchnię około 450 m², znajduje się na wysokości 140 m n.p.m. Łączny wypływ wody wynosi około 30 litrów na sekundę przy stałej średniej temperaturze od 6 do 8°C. W jej składzie występują minerały w stężeniu: wapń (85,2 mg/l), magnez (7,35 mg/l) oraz sód (4,45 mg/l) i potas (1,25 mg/l).
Teren przy wywierzysku stanowi lubiane miejsce wypoczynku mieszkańców Lipska i okolic.
Z zespołem źródeł wiąże się legenda o zakochanych w sobie nimfie wiślanej Solidzie i księciu Lipomirze. Gdy Lipomir poległ na wojnie, z łez wylanych przez nimfę powstało źródło. Obecnie zakochanie się przy wywierzysku gwarantować ma dozgonną miłość.

## Galeria

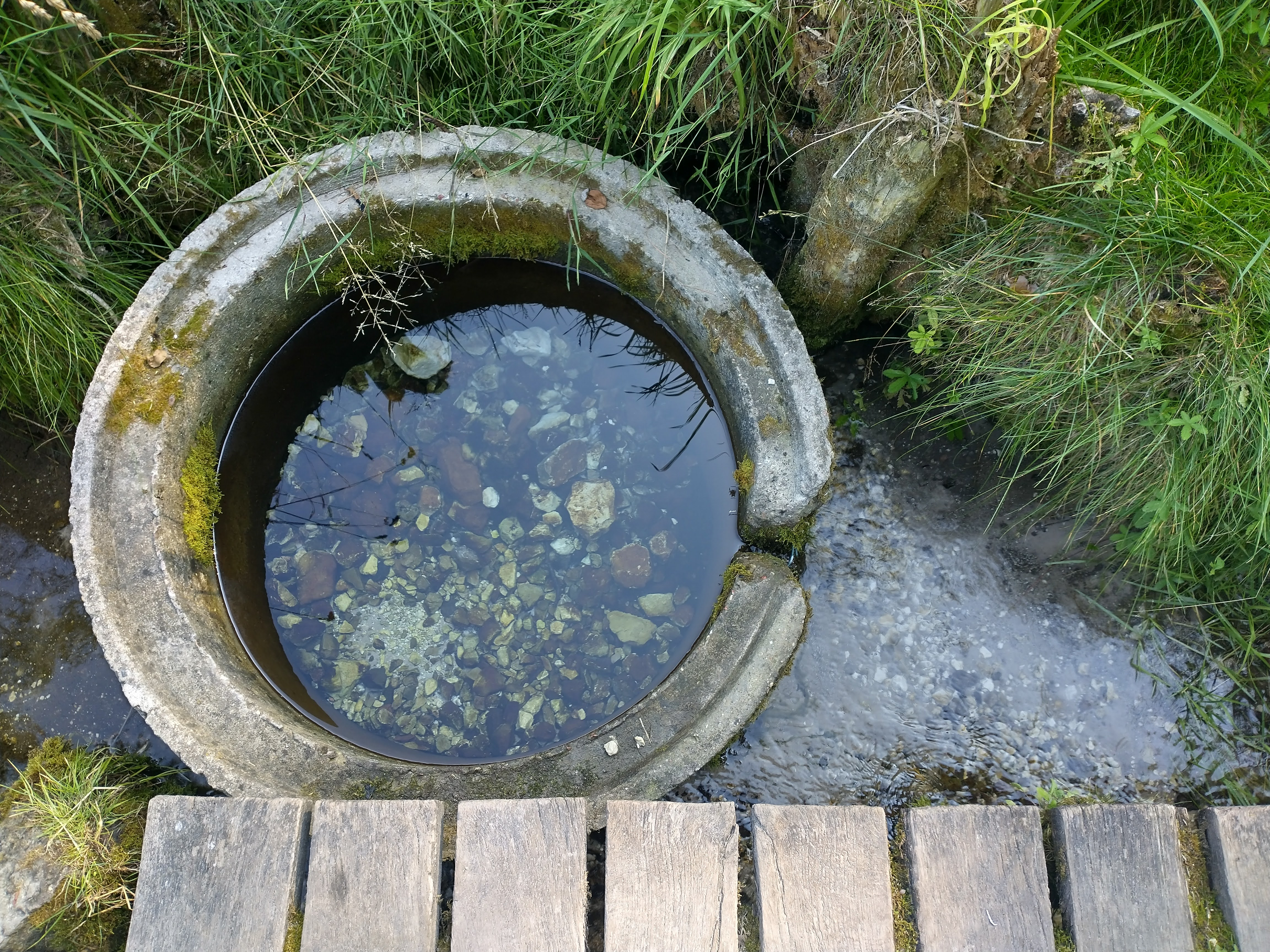
Główny wypływ
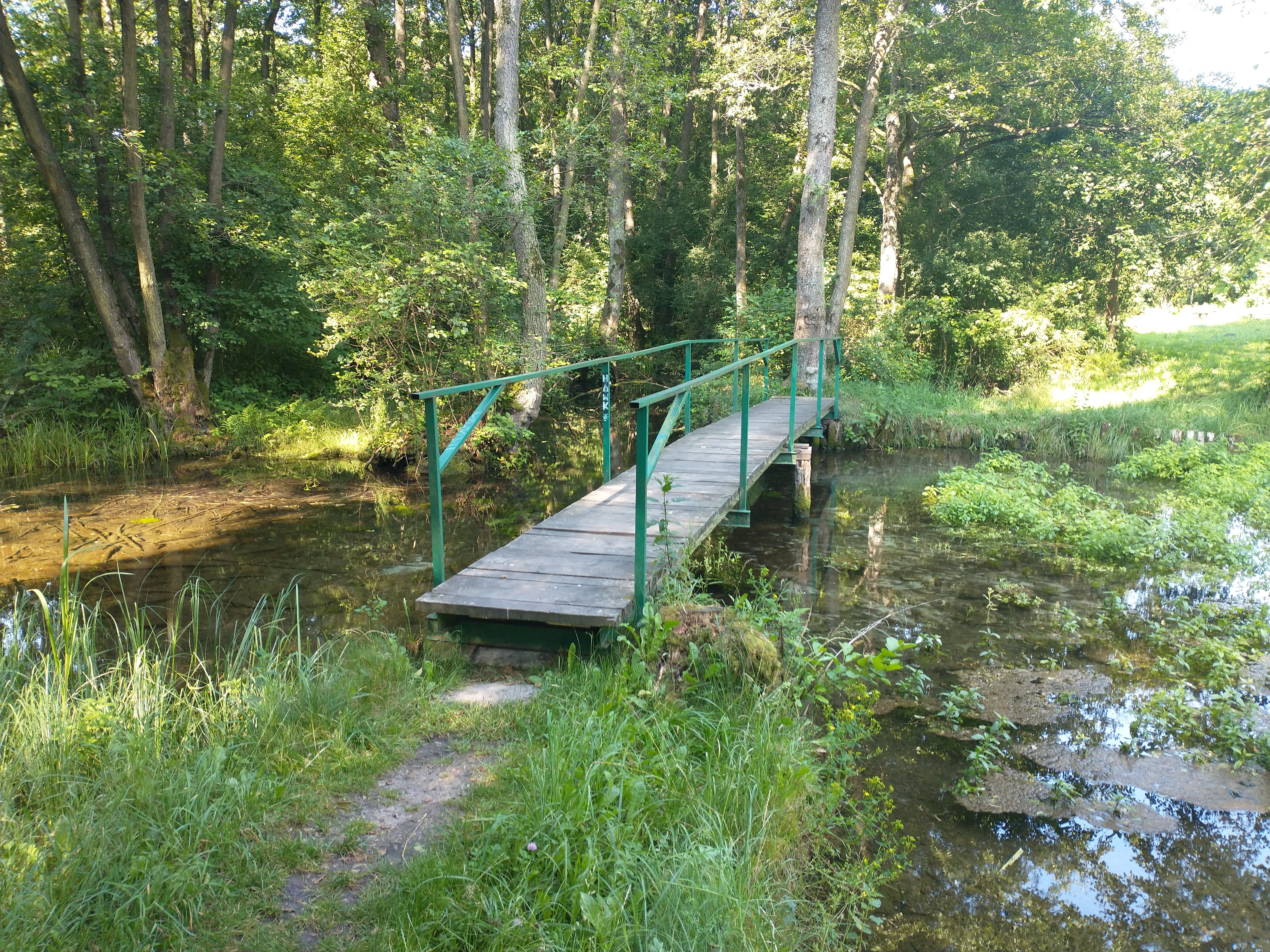
Most
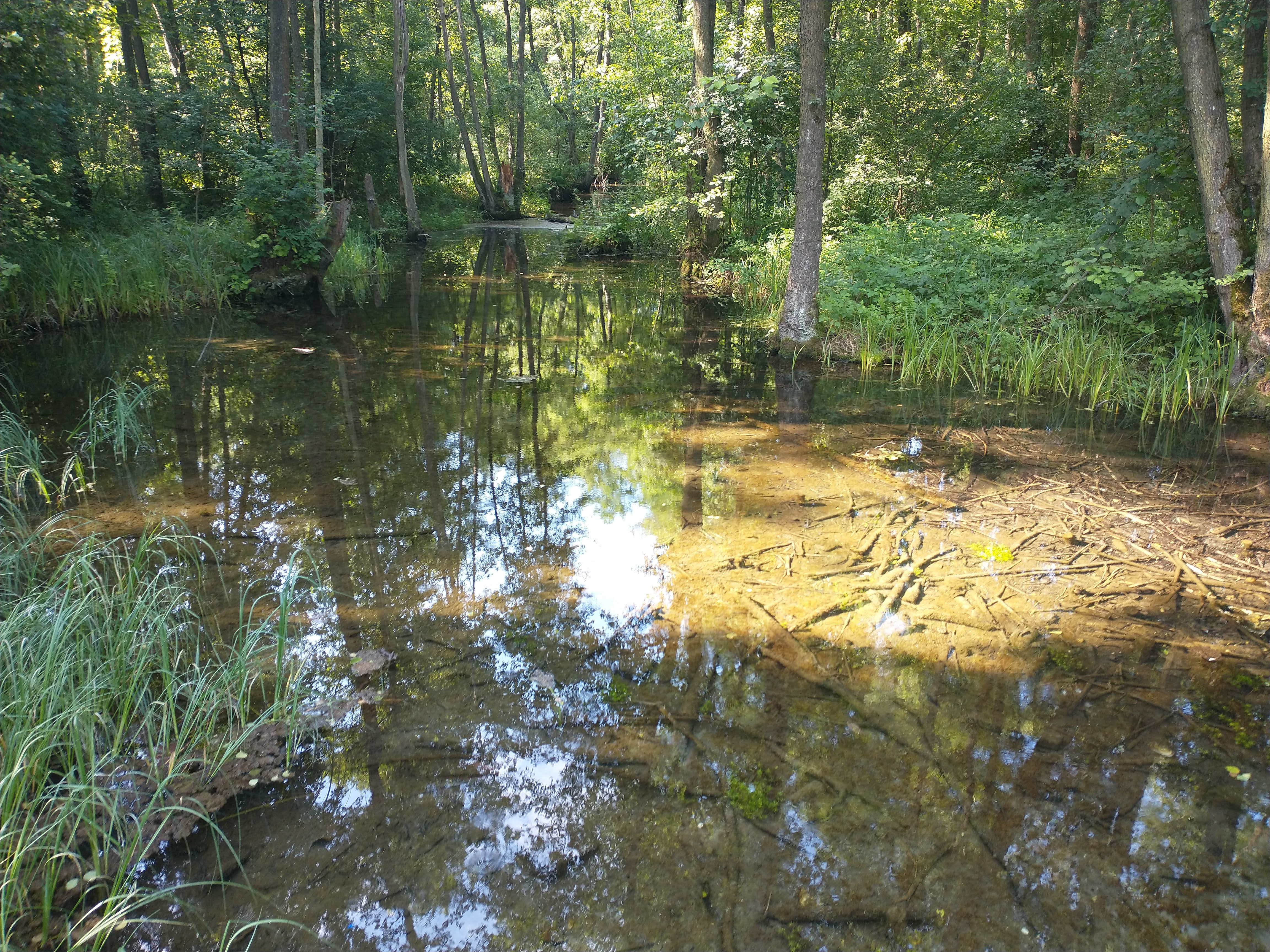
Rozlewisko z wypływami